# Cloiselia
Cloiselia je rod glavočika smješten u tribus Dicomeae, potporodica Dicomoideae. Postoje četiri priznate vrste, sve su madagaskarski endemi drveća.

## Vrste
1. Cloiselia oleifolia (Humbert) S.Ortiz
2. Cloiselia carbonaria S.Moore
3. Cloiselia humbertii S.Ortiz
4. Cloiselia madagascariensis S.Ortiz